# 数字资产管理
数字资产管理指的是企业对其数字资产（即那些企业拥有使用权的电子文件）的获取、注解、分类、存取和分发的管理，通常会使用各种软件和硬件来作为辅助工具。